# ذو ذيل المذارة
ذو ذيل المذارة (الاسم العلمي: Dicranurus) (اليونانية، "dikranon"،وتعني المذارة، و"oura"، الذيل)، جنس منقرض من فصيلة جنبات السن، من العصر الديفوني الأدنى إلى ديفوني الأوسط التي كانت تعيش في بحر ضحل يقع بين أورأمريكا وغندوانا. عُثر على مستحثات له في نيويورك وأوكلاهوما والمغرب.